# Основание Благополучия (линейный корабль)
«Основание Благополучия» — парусный линейный корабль Балтийского флота Российской империи, один из кораблей типа «Слава России». Находился в составе флота с 1736 по 1752 год, принимал участие в русско-шведской войне 1741—1743 годов, до и после войны неоднократно участвовал в практических плаваниях эскадр Балтийского флота, а по окончании службы был разобран.

## Описание судна
Представитель серии парусных двухдечных линейных кораблей типа «Слава России», самой многочисленной и одной из самых удачных серий линейных кораблей Российского императорского флота. Корабли этой серии строились с 1733 по 1774 год на верфях Санкт-Петербурга и Архангельска и принимали участие во всех плаваниях и боевых действиях русского флота в период с 1734 по 1790 год. Всего в рамках серии было построено 58 линейных кораблей. Все корабли серии обладали высокими мореходными качествами, хорошей манёвренностью и остойчивостью.
Водоизмещение корабля составляло 1200 тонн, длина по сведениям из различных источников от 46,5 до 47,4 метра, ширина от 12,3 до 12,65 метра, а осадка от 5,4 до 5,48 метра. Вооружение судна составляли 66 орудий, включавшие двадцатичетырёх-, двенадцати- и шестифунтовые пушки, а экипаж состоял из 600 человек. Скорость судна при свежем ветре могла достигать восьми узлов.

## История службы
Линейный корабль «Основание Благополучия» был заложен в Санкт-Петербургском адмиралтействе 1 (12) июня 1735 года и после спуска на воду 29 мая (9 июня) 1736 года вошёл в состав Балтийского флота России. Строительство вёл корабельный мастер в ранге капитан-командора Ричард Броун.
В августе 1736 года в составе отряда кораблей Балтийского флота выходил в практическое плавание в Финском заливе между Красной Горкой и мысом Стирсудден. В 1738 году находился на ремонте в Кронштадте. В августе и сентябре следующего 1739 года находился в составе эскадры контр-адмирала Христофора Обриена в плавании у Красной Горки и использовался в качестве учебного судна.
Принимал участие в русско-шведской войне 1741—1743 годов. Во время кампании 1741 года с июня вошел в состав эскадры, стоявшей на Кронштадтском рейде, и использовался для обучения экипажа, затем до 10 (21) ноября оставался на Южном фарватере для защиты Кронштадта с моря. В кампанию 1742 года 23 июня (4 июля) покинул Кронштадт и, примкнув к эскадре вице-адмирала З. Д. Мишукова, до 10 (21) октября ушёл с ней в Финский залив в крейсерское плавание. Активных боевых действий суда эскадры не вели и на зимовку вернулись в Кронштадт. В кампанию 1743 года с мая по август в составе эскадры адмирала графа Н. Ф. Головина вновь принимал участие в крейсерском плавании в Финском заливе, а также в перестрелках с кораблями шведского флота у Гангута 7 (18) и 8 (19) июня.
В 1744 году в составе ревельской эскадры контр-адмирала Я. С. Барша принимал участие в практических плаваниях вдоль берегов Финляндии и у Красной Горки, при этом на корабле держал свой флаг командующий эскадрой. 17 (28) марта 1745 года в связи со смертью командира корабля капитана полковничьего ранга Генриха Сниткера, его место занял Роберт Нанинг, в том же году корабль принимал участие в практическом плавании в Финском заливе. В 1746 году корабль в составе эскадры кораблей Балтийского флота вновь выходил в практическое плавание, на этот раз до Рогервика, а 22 июля (2 августа) и 23 июля (3 августа) того же года также участвовал в показательных учениях у Ревеля.
До августа 1747 года корабль «Основание Благополучия» находился в составе ревельской эскадры, затем совершил переход из Ревеля в Кронштадт, где и оставался до завершения службы. В море больше не выходил и по окончании службы в 1752 году там же был разобран.

## Командиры корабля
Командирами линейного корабля «Основание Благополучия» в разное время служили:
- капитан полковничьего ранга Д. Никлас (1736 год)[комм. 5][15];
- капитан полковничьего ранга Д. Кеннеди (1739 год)[16];
- капитан полковничьего ранга М. Бараков (1741—1743 годы)[комм. 6][17];
- капитан полковничьего ранга Г. Сниткер (в 1744 году и до 17 (28) марта 1745 года)[18];
- капитан полковничьего ранга Р. Нанинг (с 17 (28) марта 1745 года и в 1746 году)[19];
- капитан Я. Фастиг  (до 8 (19) августа 1747 года)[20];
- капитан полковничьего ранга, а с 5 (16) сентября 1747 года капитан-командор Д. Паддон (с 8 (19) августа 1747 года)[комм. 7][21];

### Комментарии
1. ↑  Также в серию входили два корабля «Северный Орёл» 1735 и 1763 годов постройки, два корабля «Ревель» 1735 и 1756 годов постройки, два корабля «Ингерманланд» 1735 и 1752 годов постройки, два корабля «Святой Пётр» 1741 (до 6 (17) декабря 1741 года назвался «Иоанн») и 1760 годов постройки, два корабля «Полтава» 1743 и 1754 годов постройки, два корабля «Святой Александр Невский» 1749 и 1762 годов постройки, два корабля «Москва» 1750 и 1760 годов постройки, корабли «Слава России» (головной корабль серии), «Леферм», «Счастие» (до 6 (17) декабря 1741 года назвался «Генералиссимус Российский»), «Благополучие» (до 6 (17) декабря 1741 года назвался «Правительница Российская»), «Екатерина», «Фридемакер», «Лесное», «Архангел Рафаил», «Святая великомученица Варвара», «Святой Сергий», «Святой Иоанн Златоуст» (в 1751 году был переименован в «Святой Иоанн Златоуст второй» в связи с постройкой одноимённого 80-пушечного корабля), «Архангел Гавриил», «Архангел Уриил», «Наталия», «Астрахань», «Рафаил», «Святой Иаков», «Не тронь меня», «Евстафий Плакида», «Святой Иануарий», «Саратов», «Тверь», «Трёх Иерархов», «Трёх святителей», «Европа», «Всеволод», «Ростислав», «Святой Георгий Победоносец», «Граф Орлов», «Память Евстафия», «Победа», «Виктор», «Вячеслав», «Дмитрий Донской», «Мироносиц», «Святой князь Владимир», «Александр Невский», «Борис и Глеб», «Преслава», «Дерись», «Ингерманландия», «Спиридон» и один корабль без названия 1758 года постройки.
2. ↑  155 футов 6 дюймов.
3. ↑  41 фут 6 дюймов.
4. ↑  18 футов.
5. ↑  Англичанин на русской службе, оригинал имени Jon Niclas. По росписанию в это время был назначен командовать другим кораблём «Пётр Второй», однако фактически командовал именно «Основанием Благополучия».
6. ↑  В 1742 году по росписанию был назначен командовать другим кораблём «Слава России», однако фактически командовал именно «Основанием Благополучия».
7. ↑  Англичанин на русской службе, сын шаутбенахта Джорджа Паддона, в российских документах также именовался Георгем Георгиевичем.